# Puccinia erratica
Puccinia erratica ist eine Ständerpilzart aus der Ordnung der Rostpilze (Pucciniales). Der Pilz ist ein Endoparasit des Korbblütlers Vernonia tortuosa. Symptome des Befalls durch die Art sind Rostflecken und Pusteln auf den Blattoberflächen der Wirtspflanzen. Sie ist in weiten Teilen Mittelamerikas verbreitet.

## Merkmale

### Makroskopische Merkmale
Puccinia erratica ist mit bloßem Auge nur anhand der auf der Oberfläche des Wirtes hervortretenden Sporenlager zu erkennen. Sie wachsen in Nestern, die als gelbliche bis braune Flecken und Pusteln auf den Blattoberflächen erscheinen.

### Mikroskopische Merkmale
Das Myzel von Puccinia erratica wächst wie bei allen Puccinia-Arten interzellulär und bildet Saugfäden, die in das Speichergewebe des Wirtes wachsen. Ihre Spermogonien wachsen in dichten Gruppen oberseitig auf den Wirtsblättern. Die blattunterseitig wachsenden Aecien der Art sind hellgelblich und blasenförmig. Sie besitzen 32–38 × 24–28 µm große, meist eiförmige bis breitellipsoide und hyaline Aeciosporen mit warziger Oberfläche. Die blattunterseitig wachsenden Uredien des Pilzes sind hell zimtbraun. Ihre hell goldenen bis gelblichen Uredosporen sind 29–33 × 23–27 µm groß, eiförmig bis breitellipsoid und stachelwarzig. Die blattunterseitig wachsenden Telien der Art sind dunkel zimt- bis kastanienbraun und kompakt. Die zimt- bis goldbraunen Teliosporen sind zweizellig, in der Regel zylindrisch spindelförmig bis schmalellipsoid und 55–85 × 16–22 µm groß. Ihre Stiele sind farblos und bis zu 110 µm lang.

## Verbreitung
Das bekannte Verbreitungsgebiet von Puccinia erratica reicht von El Salvador bis ins südliche Mexiko.

## Ökologie
Die Wirtspflanze von Puccinia erratica ist Vernonia tortuosa. Der Pilz ernährt sich von den im Speichergewebe der Pflanzen vorhandenen Nährstoffen, seine Sporenlager brechen später durch die Blattoberfläche und setzen Sporen frei. Die Art durchläuft einen Entwicklungszyklus mit Spermogonien, Aecien, Telien und Uredien.